# Szárföld
Szárföld è un comune di 865 abitanti situato nella contea di Győr-Moson-Sopron, nell'Ungheria nordoccidentale.